# Paratettix obesus
Paratettix obesus är en insektsart som beskrevs av Bolívar, I. 1887. Paratettix obesus ingår i släktet Paratettix och familjen torngräshoppor. Inga underarter finns listade i Catalogue of Life.